# Lekkoatletyka na Letnich Igrzyskach Olimpijskich 1952 – bieg na 200 m mężczyzn
Bieg na 200 metrów mężczyzn podczas XV Letnich Igrzysk Olimpijskich w Helsinkach rozegrano 22 (eliminacje i ćwierćfinały) i 23 lipca 1952 (półfinały i finał) na Stadionie Olimpijskim w Helsinkach. Zwycięzcą został reprezentant Stanów Zjednoczonych Andy Stanfield, który w finale wyrównał rekord olimpijski uzyskując czas 20,7 s.

## Rekordy

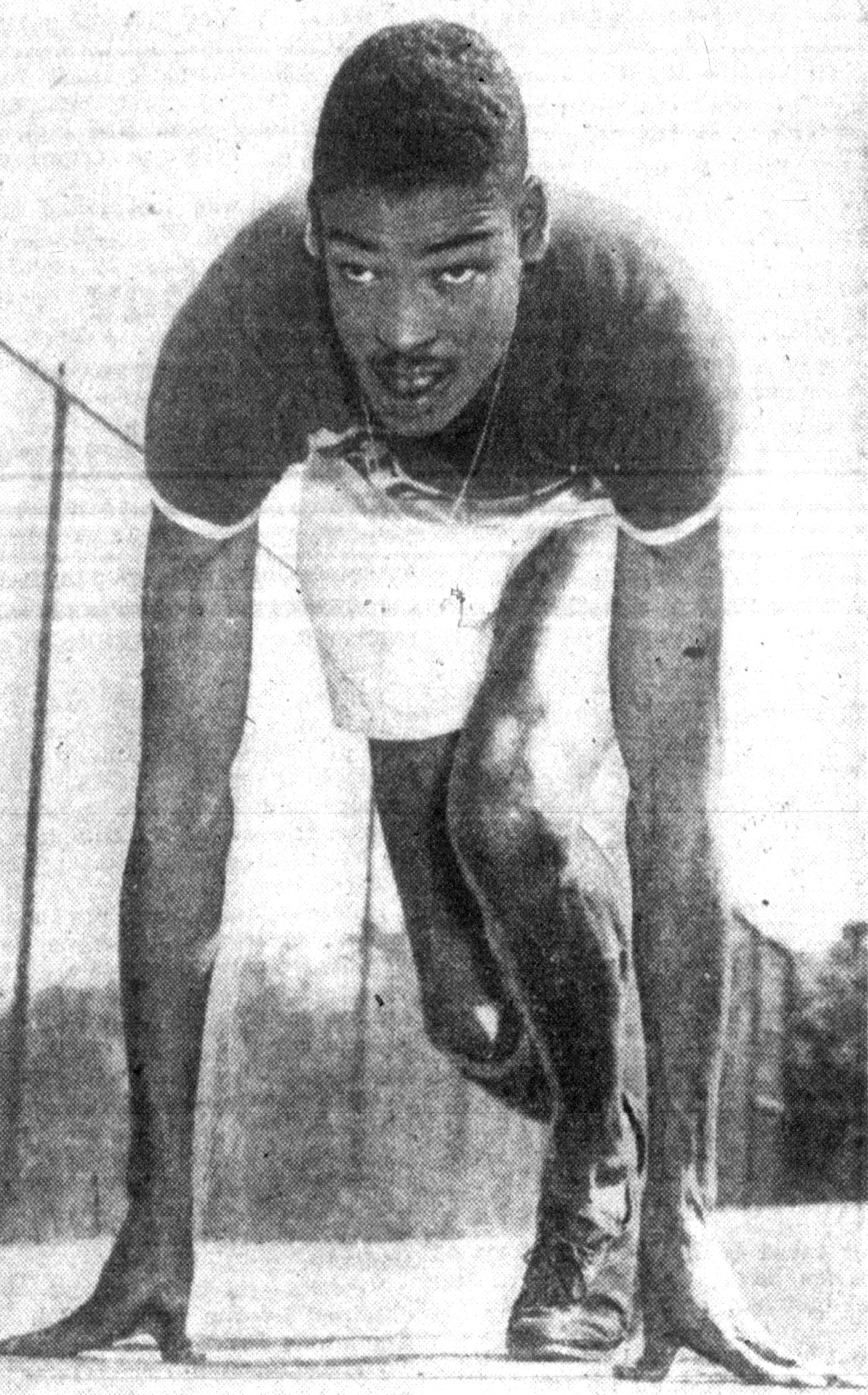
Andy Stanfield

|                   | Zawodnik       | Narodowość        | czas | data                 | miejsce     |
| ----------------- | -------------- | ----------------- | ---- | -------------------- | ----------- |
| Rekord świata     | Andy Stanfield | Stany Zjednoczone | 20,6 | 28 czerwca 1952(dts) | Los Angeles |
| Rekord olimpijski | Jesse Owens    | Stany Zjednoczone | 20,7 | 5 sierpnia 1936(dts) | Berlin      |

## Wyniki
| Poz. - pozycja |
| – rekord świata \| – rekord krajowy \| – rekord życiowy \| = – wyrównany rekord życiowy \| · – najlepszy wynik w sezonie \| = – wyrównany najlepszy wynik w sezonie \| – rekord olimpijski |
| Fn – falstart \| DNF – nie ukończył \| DNS – nie wystartował \| DSQ – zdyskwalifikowany |

### Eliminacje
Rozegrano osiemnaście biegów eliminacyjnych. Do ćwierćfinałów awansowało po dwóch najlepszych zawodników z każdego biegu (Q).

#### Bieg 1
| Poz. | Zawodnik          | Narodowość        | Rezultat | Uwagi |
| ---- | ----------------- | ----------------- | -------- | ----- |
| 1    | Gerardo Bönnhoff  | Argentyna         | 21,6     | Q     |
| 2    | Étienne Bally     | Francja           | 21,9     | Q     |
| 3    | Adolf Turakainen  | Finlandia         | 22,4     |       |
| 4    | Hörður Haraldsson | Islandia          | 22,4     |       |
| –    | Neville Price     | Południowa Afryka | DNS      |       |

#### Bieg 2
| Poz. | Zawodnik           | Narodowość        | Rezultat | Uwagi |
| ---- | ------------------ | ----------------- | -------- | ----- |
| 1    | Thane Baker        | Stany Zjednoczone | 21,4     | Q     |
| 2    | Lewan Sanadze      | ZSRR              | 22,1     | Q     |
| 3    | Stefanos Petrakis  | Grecja            | 22,4     |       |
| 4    | Willy Eichenberger | Szwajcaria        | 22,6     |       |
| –    | Roy Fearon         | Gwatemala         | DNS      |       |

#### Bieg 3
| Poz. | Zawodnik        | Narodowość | Rezultat | Uwagi |
| ---- | --------------- | ---------- | -------- | ----- |
| 1    | Don McFarlane   | Kanada     | 22,8     | Q     |
| 2    | Roman Budzyński | Polska     | 23,1     | Q     |
| –    | Álvaro Dias     | Portugalia | DNS      |       |
| –    | Lexie Tynan     | Irlandia   | DNS      |       |
| –    | Herb McKenley   | Jamajka    | DNS      |       |

#### Bieg 4
| Poz. | Zawodnik        | Narodowość          | Rezultat | Uwagi |
| ---- | --------------- | ------------------- | -------- | ----- |
| 1    | Rafael Fortún   | Kuba                | 21,8     | Q     |
| 2    | Nick Stacey     | Wielka Brytania     | 21,8     | Q     |
| 3    | Fernand Linssen | Belgia              | 22,3     |       |
| 4    | Edward Ajado    | Protektorat Nigerii | 22,7     |       |
| –    | Angeł Gawriłow  | Bułgaria            | DNS      |       |

#### Bieg 5
| Poz. | Zawodnik          | Narodowość       | Rezultat | Uwagi |
| ---- | ----------------- | ---------------- | -------- | ----- |
| 1    | Theo Saat         | Holandia         | 22,0     | Q     |
| 2    | Werner Zandt      | Niemcy           | 22,1     | Q     |
| 3    | Juan Leiva        | Wenezuela        | 22,3     |       |
| 4    | Fawzi Chaaban     | Królestwo Egiptu | 22,7     |       |
| 5    | Eugénio Eleutério | Portugalia       | 23,2     |       |

#### Bieg 6
| Poz. | Zawodnik       | Narodowość | Rezultat | Uwagi |
| ---- | -------------- | ---------- | -------- | ----- |
| 1    | Dawid Tabak    | Izrael     | 22,4     | Q     |
| 2    | Marcel Gerdil  | Francja    | 22,5     | Q     |
| –    | Cirilo McSween | Panama     | DNS      |       |
| –    | Ion Moina      | Rumunia    | DNS      |       |
| –    | Morris Curotta | Australia  | DNS      |       |

#### Bieg 7
| Poz. | Zawodnik           | Narodowość        | Rezultat | Uwagi |
| ---- | ------------------ | ----------------- | -------- | ----- |
| 1    | Andy Stanfield     | Stany Zjednoczone | 21,8     | Q     |
| 2    | Zdobysław Stawczyk | Polska            | 22,0     | Q     |
| 3    | Enrique Beckles    | Argentyna         | 22,6     |       |
| 4    | Youssef Ali Omar   | Królestwo Egiptu  | 22,8     |       |
| 5    | Adul Wanasatith    | Tajlandia         | 23,3     |       |

#### Bieg 8
| Poz. | Zawodnik           | Narodowość | Rezultat | Uwagi |
| ---- | ------------------ | ---------- | -------- | ----- |
| 1    | Władimir Suchariew | ZSRR       | 21,9     | Q     |
| 2    | Ángel García       | Kuba       | 21,9     | Q     |
| 3    | Hans Wehrli        | Szwajcaria | 22,2     |       |
| 4    | Pauli Tavisalo     | Finlandia  | 22,3     |       |
| 5    | Abdul Aziz         | Pakistan   | 22,7     |       |

#### Bieg 9
| Poz. | Zawodnik              | Narodowość     | Rezultat | Uwagi |
| ---- | --------------------- | -------------- | -------- | ----- |
| 1    | Václav Janeček        | Czechosłowacja | 21,9     | Q     |
| 2    | Peter Kraus           | Niemcy         | 22,0     | Q     |
| 3    | Khwaja Muhammad Aslam | Pakistan       | 22,2     |       |
| 4    | Fred Hammer           | Luksemburg     | 22,4     |       |
| –    | Romeo Galán           | Argentyna      | DNS      |       |

#### Bieg 10
| Poz. | Zawodnik          | Narodowość      | Rezultat | Uwagi |
| ---- | ----------------- | --------------- | -------- | ----- |
| 1    | Brian Shenton     | Wielka Brytania | 21,9     | Q     |
| 2    | Voitto Hellsten   | Finlandia       | 22,2     | Q     |
| 3    | Roby Schaeffer    | Luksemburg      | 22,4     |       |
| 4    | Wasilios Silis    | Grecja          | 22,7     |       |
| –    | José da Conceição | Brazylia        | DNS      |       |

#### Bieg 11
| Poz. | Zawodnik             | Narodowość        | Rezultat | Uwagi |
| ---- | -------------------- | ----------------- | -------- | ----- |
| 1    | Schalk Booysen       | Południowa Afryka | 21,8     | Q     |
| 2    | Gerard Mach          | Polska            | 22,1     | Q     |
| 3    | Muhammad Sharif Butt | Pakistan          | 22,3     |       |
| 4    | Ásmundur Bjarnason   | Islandia          | 22,3     |       |
| 5    | Pete Sutton          | Kanada            | 22,4     |       |

#### Bieg 12
| Poz. | Zawodnik          | Narodowość          | Rezultat | Uwagi |
| ---- | ----------------- | ------------------- | -------- | ----- |
| 1    | James Gathers     | Stany Zjednoczone   | 21,2     | Q     |
| 2    | Tomio Hosoda      | Japonia             | 22,2     | Q     |
| 3    | Henri Brault      | Francja             | 22,2     |       |
| 4    | Luigi Grossi      | Włochy              | 22,2     |       |
| 5    | Muslim Arogundade | Protektorat Nigerii | 22,3     |       |

#### Bieg 13
| Poz. | Zawodnik                 | Narodowość       | Rezultat | Uwagi |
| ---- | ------------------------ | ---------------- | -------- | ----- |
| 1    | Emmanuel McDonald Bailey | Wielka Brytania  | 21,4     | Q     |
| 2    | Miroslav Horčic          | Czechosłowacja   | 22,4     | Q     |
| 3    | Giorgio Sobrero          | Włochy           | 22,4     |       |
| 4    | Ernst Mühlethaler        | Szwajcaria       | 23,0     |       |
| 5    | Eom Par-yong             | Korea Południowa | 23,0     |       |

#### Bieg 14
| Poz. | Zawodnik          | Narodowość          | Rezultat | Uwagi |
| ---- | ----------------- | ------------------- | -------- | ----- |
| 1    | Rafiu Oluwa       | Protektorat Nigerii | 22,8     | Q     |
| 2    | Boonterm Pakpuang | Tajlandia           | 23,8     | Q     |
| –    | Leo Lickes        | Niemcy              | DNS      |       |
| –    | George Acquaah    | Złote Wybrzeże      | DNS      |       |
| –    | George Rhoden     | Jamajka             | DNS      |       |

#### Bieg 15
| Poz. | Zawodnik            | Narodowość     | Rezultat | Uwagi |
| ---- | ------------------- | -------------- | -------- | ----- |
| 1    | Leslie Laing        | Jamajka        | 21,8     | Q     |
| 2    | Paul Dolan          | Irlandia       | 21,9     | Q     |
| 3    | František Brož      | Czechosłowacja | 22,2     |       |
| 4    | Fernando Casimiro   | Portugalia     | 22,6     |       |
| 5    | José Julio Barillas | Gwatemala      | 22,7     |       |

#### Bieg 16
| Poz. | Zawodnik           | Narodowość       | Rezultat | Uwagi |
| ---- | ------------------ | ---------------- | -------- | ----- |
| 1    | Raúl Mazorra       | Kuba             | 22,3     | Q     |
| 2    | Bob Hutchison      | Kanada           | 22,4     | Q     |
| 3    | Emad El-Din Shafei | Królestwo Egiptu | 22,5     |       |
| 4    | Arun Sankosik      | Tajlandia        | 22,5     |       |
| –    | Béla Goldoványi    | Węgry            | DNS      |       |

#### Bieg 17
| Poz. | Zawodnik           | Narodowość | Rezultat | Uwagi |
| ---- | ------------------ | ---------- | -------- | ----- |
| 1    | Edwin Carr         | Australia  | 22,0     | Q     |
| 2    | Angeł Kolew        | Bułgaria   | 22,0     | Q     |
| –    | Fieodosij Gołubiew | ZSRR       | DNS      |       |
| –    | Gustavo Ehlers     | Chile      | DNS      |       |

#### Bieg 18
| Poz. | Zawodnik         | Narodowość     | Rezultat | Uwagi |
| ---- | ---------------- | -------------- | -------- | ----- |
| 1    | John Treloar     | Australia      | 21,5     | Q     |
| 2    | Lavy Pinto       | Indie          | 21,6     | Q     |
| 3    | Péter Karádi     | Węgry          | 22,1     |       |
| 4    | Lucio Sangermano | Włochy         | 22,1     |       |
| –    | K. K. Korsah     | Złote Wybrzeże | DNS      |       |

### Ćwierćfinały
Rozegrano sześć biegów ćwierćfinałowych. Do półfinałów awansowało po dwóch najlepszych zawodników z każdego biegu.

#### Bieg 1
| Poz. | Zawodnik           | Narodowość        | Rezultat | Uwagi |
| ---- | ------------------ | ----------------- | -------- | ----- |
| 1    | James Gathers      | Stany Zjednoczone | 21,4     | Q     |
| 2    | Lavy Pinto         | Indie             | 21,6     | Q     |
| 3    | Theo Saat          | Holandia          | 21,7     |       |
| 4    | Zdobysław Stawczyk | Polska            | 22,0     |       |
| 5    | Miroslav Horčic    | Czechosłowacja    | 22,1     |       |
| 6    | Raúl Mazorra       | Kuba              | 31,0     |       |

#### Bieg 2
| Poz. | Zawodnik        | Narodowość          | Rezultat | Uwagi |
| ---- | --------------- | ------------------- | -------- | ----- |
| 1    | Thane Baker     | Stany Zjednoczone   | 21,4     | Q     |
| 2    | Rafael Fortún   | Kuba                | 21,7     | Q     |
| 3    | Paul Dolan      | Irlandia            | 21,9     |       |
| 4    | Peter Kraus     | Niemcy              | 21,9     |       |
| 5    | Voitto Hellsten | Finlandia           | 22,4     |       |
| 6    | Rafiu Oluwa     | Protektorat Nigerii | 22,5     |       |

#### Bieg 3
| Poz. | Zawodnik                 | Narodowość        | Rezultat | Uwagi |
| ---- | ------------------------ | ----------------- | -------- | ----- |
| 1    | Emmanuel McDonald Bailey | Wielka Brytania   | 21,0     | Q     |
| 2    | Václav Janeček           | Czechosłowacja    | 21,7     | Q     |
| 3    | Edwin Carr               | Australia         | 21,8     |       |
| 4    | Schalk Booysen           | Południowa Afryka | 21,9     |       |
| 5    | Marcel Gerdil            | Francja           | 22,0     |       |
| 6    | Bob Hutchison            | Kanada            | 22,3     |       |

#### Bieg 4
| Poz. | Zawodnik         | Narodowość      | Rezultat | Uwagi |
| ---- | ---------------- | --------------- | -------- | ----- |
| 1    | Gerardo Bönnhoff | Argentyna       | 21,4     | Q     |
| 2    | Nick Stacey      | Wielka Brytania | 21,5     | Q     |
| 3    | Angeł Kolew      | Bułgaria        | 21,8     |       |
| 4    | Ángel García     | Kuba            | 21,8     |       |
| 5    | Dawid Tabak      | Izrael          | 21,8     |       |
| 6    | Roman Budzyński  | Polska          | 22,4     |       |

#### Bieg 5
| Poz. | Zawodnik          | Narodowość        | Rezultat | Uwagi |
| ---- | ----------------- | ----------------- | -------- | ----- |
| 1    | Andy Stanfield    | Stany Zjednoczone | 20,9     | Q     |
| 2    | Leslie Laing      | Jamajka           | 21,4     | Q     |
| 3    | Étienne Bally     | Francja           | 21,8     |       |
| 4    | Lewan Sanadze     | ZSRR              | 22,1     |       |
| 5    | Don McFarlane     | Kanada            | 22,1     |       |
| –    | Boonterm Pakpuang | Tajlandia         | DNS      |       |

#### Bieg 6
| Poz. | Zawodnik           | Narodowość      | Rezultat | Uwagi |
| ---- | ------------------ | --------------- | -------- | ----- |
| 1    | John Treloar       | Australia       | 21,6     | Q     |
| 2    | Werner Zandt       | Niemcy          | 21,7     | Q     |
| 3    | Władimir Suchariew | ZSRR            | 21,7     |       |
| 4    | Gerard Mach        | Polska          | 21,8     |       |
| 5    | Brian Shenton      | Wielka Brytania | 21,9     |       |
| 6    | Tomio Hosoda       | Japonia         | 22,3     |       |

### Półfinały
Rozegrano dwa biegi półfinałowe. Do finału awansowało po trzech najlepszych zawodników z każdego biegu.

#### Bieg 1
| Poz. | Zawodnik       | Narodowość        | Rezultat | Uwagi |
| ---- | -------------- | ----------------- | -------- | ----- |
| 1    | Andy Stanfield | Stany Zjednoczone | 21,1     | Q     |
| 2    | James Gathers  | Stany Zjednoczone | 21,3     | Q     |
| 3    | Leslie Laing   | Jamajka           | 21,6     | Q     |
| 4    | Werner Zandt   | Niemcy            | 21,7     |       |
| 5    | Nick Stacey    | Wielka Brytania   | 21,8     |       |
| 6    | Václav Janeček | Czechosłowacja    | 22,0     |       |

#### Bieg 2
| Poz. | Zawodnik                 | Narodowość        | Rezultat | Uwagi |
| ---- | ------------------------ | ----------------- | -------- | ----- |
| 1    | Emmanuel McDonald Bailey | Wielka Brytania   | 21,3     | Q     |
| 2    | Thane Baker              | Stany Zjednoczone | 21,3     | Q     |
| 3    | Gerardo Bönnhoff         | Argentyna         | 21,5     | Q     |
| 4    | Rafael Fortún            | Kuba              | 21,6     |       |
| 5    | Lavy Pinto               | Indie             | 21,7     |       |
| –    | John Treloar             | Australia         | DNF      |       |

### Finał
| Poz. | Zawodnik                 | Narodowość        | Rezultat | Uwagi |
| ---- | ------------------------ | ----------------- | -------- | ----- |
| 1    | Andy Stanfield           | Stany Zjednoczone | 20,7     | =     |
| 2    | Thane Baker              | Stany Zjednoczone | 20,8     |       |
| 3    | James Gathers            | Stany Zjednoczone | 20,8     |       |
| 4    | Emmanuel McDonald Bailey | Wielka Brytania   | 21,0     |       |
| 5    | Leslie Laing             | Jamajka           | 21,2     |       |
| 6    | Gerardo Bönnhoff         | Argentyna         | 21,3     |       |